# Айхан Хашимов
Айхан Мустафов Хашимов е български бизнесмен и политик от ДПС. В периода от 2003 до 2018 г. е кмет на Лозница, издиган в четири поредни пъти от ДПС. Той е сред основателите на Българската асоциация на малинопроизводителите и ягодоплодните (БАМ-Я). През 2023 г. той отглежда 450 дка малини.

## Биография
Айхан Хашимов е роден на 1 септември 1976 г. в град Разград, Народна република България. След като завършва Селскостопанския техникум в Лозница, заминава за Измир (Турция), където следва публична администрация в Университета „9 септември“.

### Политическа дейност
През 1998 г. става член на Движението за права и свободи. От 2003 до 2004 г. е председател на Младежкото ДПС.
На местните избори през 2003 г. е избран за кмет на община Лозница, издигнат от ДПС.
На местните избори през 2007 г. е избран от първи тур за кмет на община Лозница, издигнат от ДПС. На проведения първи тур той получава 3922 гласа (или 61,69%), втори след него е Джемал Палов от „Новото време“ с 849 гласа (или 13,35%).
На местните избори през 2011 г. е избран от първи тур за кмет на община Лозница, издигнат от ДПС. На проведения първи тур той получава 3513 гласа (или 67,36%), втори след него е Нурие Црънгалова от ГЕРБ с 961 гласа (или 18,43%).
На местните избори през 2015 г. е избран от първи тур за кмет на община Лозница, издигнат от ДПС. На проведения първи тур той получава 3693 гласа (или 68,99%), втори след него е Атанас Чопаков от ГЕРБ с 1181 гласа (или 22,06%).
През 2016 г. Айхан Хашимов е осъден за нецелево изразходване на бюджетни средства от над 620 хиляди лева за щетите от бедствия и аварии. Присъдата е една година лишаване от свобода с тригодишен изпитателен срок. Съдът лишава Хашимов и от правото да заема определени държавни или обществени длъжности за срок от една година. През 2018 г. е отстранен от длъжността кмет на община Лозница.